# Fluctuaciones térmicas

Difusión atómica en la superficie de un cristal. La agitación de los átomos es un ejemplo de fluctuaciones térmicas. Así mismo, las fluctuaciones térmicas proporcionan la energía necesaria para que los átomos puedan saltar ocasionalmente de un lugar vecino a otro. Para simplicidad, las fluctuaciones térmicas de los átomos azules no son mostrados.

En mecánicas estadísticas, las fluctuaciones térmicas son desviaciones aleatorias de un sistema de su estado promedio, aquello ocurre en un sistema en equilibrio. Todas las fluctuaciones térmicas tienden a ser más grandes y más frecuentes con los aumentos de temperatura, y así mismo existe una disminución de aquellas cuando la temperatura se acerca al cero absoluto.
Las fluctuaciones térmicas son una manifestación básica de la temperatura de los sistemas: Un sistema a temperatura distinta de cero no se queda en su estado microscópico de equilibrio, pero en cambio aleatoriamente muestras todos los estados posibles, con las probabilidades dadas por la Distribución de Boltzmann.
Las fluctuaciones térmicas generalmente afectan a todos los grados de libertad de un sistema: puede haber vibraciones aleatorias (fonón), rotaciones aleatorias (roton), excitaciones electrónicas aleatorias, y así sucesivamente.
Variables termodinámicas, como presión, temperatura, o entropía, así mismo experimentan fluctuaciones térmicas. Por ejemplo, para un sistema que tiene una presión de equilibrio, la presión del sistema fluctúa hasta cierto punto sobre el valor de equilibrio.
Sólo las 'variables de control' de conjuntos estadísticos (como N, V y E en la colectividad microcanica) no varían.
Las fluctuaciones térmicas son una fuente de ruido en muchos sistemas. Las fuerzas aleatorias que da el aumento a fluctuaciones térmicas es una fuente de ambas difusión y disipación (incluyendo amortiguamiento y viscosidad). Los efectos competitivos de la deriva aleatoria y la resistencia a la deriva están relacionados por el teorema de fluctuación-disipación. Las fluctuaciones térmicas juegan una función importante en transiciones de fase y cinética química.

## Teorema de Límite central para Fluctuaciones Térmicas
El volumen en del espacio de fase {\displaystyle {\mathcal {V}}},ocupado por un sistema de {\displaystyle 2m} Los grados de libertad es el producto del volumen de configuración {\displaystyle V} Y el momento volumen espacial. Desde que la energía es una forma cuadrática de los momentos para un sistema no- relativista, el radio de espacio de momento será {\displaystyle {\sqrt {E}}}  de modo que el volumen de una hiperesfera variará tanto como {\displaystyle {\sqrt {E}}^{2m}} dando un volumen de fase de
{\displaystyle {\mathcal {V}}={\frac {(C\cdot E)^{m}}{\Gamma (m+1)}},}
Dónde {\displaystyle C} es un constante que depende de las propiedades específicas del sistema y {\displaystyle \Gamma } es la función de Gama. En el caso que ésta hiperesfera tenga una dimensionalidad muy alta, {\displaystyle 2m}, El cual es el caso habitual en termodinámica, esencialmente todo el volumen se encontrara cerca a la superficie
{\displaystyle \Omega (E)={\frac {\partial {\mathcal {V}}}{\partial E}}={\frac {C^{m}\cdot E^{m-1}}{\Gamma (m)}},}
Donde usamos la fórmula de recursión {\displaystyle m\Gamma (m)=\Gamma (m+1)}.
El área de superficie {\displaystyle \Omega (E)} se extiende a lo largo de dos mundos: (i) el macroscópico en el que está considerado una función de la energía, y las otras variables extensas, como el volumen, que se ha mantenido constante a diferencia del volumen de fase, y (ii) el mundo microscópico donde representa el número de complexiones que es compatible con un estado macroscópico dado. Es esta cantidad a la que Planck se refirió como la probabilidad 'termodinámica'. Difiere de la probabilidad clásica en la medida en que cuando no pueda ser normalizado; aquello es, su integral encima todas las energías diverge—pero diverge como poder de la energía y no más rápido. Desde su integral encima todas las energías es infinitas, podríamos intentar considerar su transformada de Laplace.
{\displaystyle {\mathcal {Z}}(\beta )=\int _{0}^{\infty }e^{-\beta E}\Omega (E)\,dE,}
A la que se le puede dar una interpretación física. El factor de decrecimiento exponencial, donde {\displaystyle \beta } es un parámetro positivo, superará el área de superficie que aumenta rápidamente, de modo que alcanzará un pico enormemente agudo que desarrollará una energía dada {\displaystyle E^{\star }}. La mayoría de la contribución a la integral provendrá un vecino inmediato sobre este valor de la energía. Esto permite la definición de una densidad de probabilidad de acuerdo con
{\displaystyle f(E;\beta )={\frac {e^{-\beta E}}{{\mathcal {Z}}(\beta )}}\Omega (E),}
Cuya integral sobre todas las energías es la unidad en la fuerza de la definición de {\displaystyle {\mathcal {Z}}(\beta )}, el cual está definido como la función de partición, o la función de generación. Este último nombre se debe a el hecho que los derivados de su logaritmo genera los momentos centrales, concretamente,
{\displaystyle \langle E\rangle =-{\frac {\partial \ln {\mathcal {Z}}}{\partial \beta }},\qquad \ \langle (E-\langle E\rangle )^{2}\rangle =\langle (\Delta E)^{2}\rangle ={\frac {\partial ^{2}\ln {\mathcal {Z}}}{\partial \beta ^{2}}},}
Y así sucesivamente, donde el primer término es la energía media y el segundo es la dispersión en energía.
El hecho de que {\displaystyle \Omega (E)} No aumenta más rápido que la potencia de la energía asegura que estos momentos serán finitos. Por tanto, podemos ampliar el factor {\displaystyle e^{-\beta E}\Omega (E)} Sobre el valor medio {\displaystyle \langle E\rangle }, El cual coincidirá con {\displaystyle E^{\star }} Para fluctuaciones Gaussianas (es decir, valores medianos y más probables coinciden), y la retención de los términos de orden más bajo da como resultado
{\displaystyle f(E;\beta )={\frac {e^{-\beta E}}{{\mathcal {Z}}(\beta )}}\Omega (E)\approx {\frac {\exp\{-(E-\langle E\rangle )^{2}/2\langle (\Delta E)^{2}\rangle \}}{\sqrt {2\pi \langle (\Delta E)^{2}\rangle }}}.}
Esto es la distribución Gaussiana, o normal, el cual está definido por sus primeros dos momentos.. En general, se necesitarían todos los momentos para especificar la densidad de probabilidad, {\displaystyle f(E;\beta )}, El cual está referido como la densidad canónica, o posterior, en contraste a la densidad previa {\displaystyle \Omega }, El cual está referido a como la función 'estructura'. Este es el teorema del límite central que se aplica a los sistemas termodinámicos.

Si el volumen de la fase aumenta a medida que {\displaystyle E^{m}}, su transformación de Laplace , la función de partición, variará como {\displaystyle \beta ^{-m}} Reorganizar la distribución normal de modo que se convierta en una expresión para la función de estructura y evaluarla en {\displaystyle E=\langle E\rangle } give
{\displaystyle \Omega (\langle E\rangle )={\frac {e^{\beta (\langle E\rangle )\langle E\rangle }{\mathcal {Z}}(\beta (\langle E\rangle ))}{\sqrt {2\pi \langle (\Delta E)^{2}\rangle }}}.}
De la expresión del primer momento se deduce que {\displaystyle \beta (\langle E\rangle )=m/\langle E\rangle } , mientras que el segundo momento central {\displaystyle \langle (\Delta E)^{2}\rangle =\langle E\rangle ^{2}/m} Introduciendo estas dos expresiones a la expresión de la función de estructura evaluada en el valor medio de la energía conduce a.
{\displaystyle \Omega (\langle E\rangle )={\frac {\langle E\rangle ^{m-1}m}{{\sqrt {2\pi m}}m^{m}e^{-m}}}.}
El denominador es exactamente la aproximación de Stirling para {\displaystyle m!=\Gamma (m+1)} , y si la función de estructura conserva la misma dependencia funcional para todos los valores de la energía, la densidad de probabilidad canónica
{\displaystyle f(E;\beta )=\beta {\frac {(\beta E)^{m-1}}{\Gamma (m)}}e^{-\beta E}}
Pertenecerá a la familia de las distribuciones exponenciales conocidas como densidades gamma. Consiguientemente, las caídas de densidad de probabilidad canónicas cae bajo la jurisdicción de la ley local de grande numera cuál afirma que una secuencia de variables aleatorias independientes e idénticamente distribuidas tiende a la ley normal como los aumentos de secuencia sin límite.

## Distribución de fluctuaciones aproximadamente al equilibrio
Las expresiones dadas abajo son para sistemas que están cercanos al equilibrio y tienen efectos cuánticos insignificantes.

### Variable sola
Supone {\displaystyle x} Es una variable termodinámica. De la distribución de probabilidad {\displaystyle w(x)dx} por {\displaystyle x} Está determinado por la entropía {\displaystyle S}:

{\displaystyle w(x)\propto \exp \left(S(x)\right).}
Si la entropía es una expansión de Taylor sobre su máximo (correspondiente al estado de equilibrio), el plazo de orden más bajo es una distribución Gaussiana: 

{\displaystyle w(x)={\frac {1}{\sqrt {2\pi \langle x^{2}\rangle }}}\exp \left(-{\frac {x^{2}}{2\langle x^{2}\rangle }}\right).}
La cantidad {\displaystyle \langle x^{2}\rangle } Es la fluctuación media cuadrada.

### Variables múltiples
La expresión anterior tiene una generalización directa a la distribución de probabilidad de distribución {\displaystyle w(x_{1},x_{2},\ldots ,x_{n})dx_{1}dx_{2}\ldots dx_{n}}:

{\displaystyle w=\prod _{i,j=1\ldots n}{\frac {1}{\left(2\pi \right)^{n/2}{\sqrt {\langle x_{i}x_{j}\rangle }}}}\exp \left(-{\frac {x_{i}x_{j}}{2\langle x_{i}x_{j}\rangle }}\right),}
Donde {\displaystyle \langle x_{i}x_{j}\rangle } esta evaluado en {\displaystyle x_{i}x_{j}}.

### Fluctuaciones de las cantidades termodinámicas fundamentales
En la siguiente tabla se indican las fluctuaciones cuadradas medias de las variables termodinámicas {\displaystyle T,V,P} En cualquier parte pequeña de un cuerpo. Sin embargo la parte pequeña todavía tiene que ser bastante grande, para tener efectos cuánticos insignificantes.
|                          | {\displaystyle \Delta T}                                                                | {\displaystyle \Delta V}                                            | {\displaystyle \Delta S}                                           | {\displaystyle \Delta P}                                                                |
| {\displaystyle \Delta T} | {\displaystyle {\frac {T^{2}}{C_{V}}}}                                                  | {\displaystyle 0}                                                   | {\displaystyle T}                                                  | {\displaystyle {\frac {T^{2}}{C_{V}}}\left({\frac {\partial P}{\partial T}}\right)_{V}} |
| {\displaystyle \Delta V} | {\displaystyle 0}                                                                       | {\displaystyle -T\left({\frac {\partial V}{\partial P}}\right)_{T}} | {\displaystyle T\left({\frac {\partial V}{\partial T}}\right)_{P}} | {\displaystyle -T}                                                                      |
| {\displaystyle \Delta S} | {\displaystyle T}                                                                       | {\displaystyle T\left({\frac {\partial V}{\partial T}}\right)_{P}}  | {\displaystyle C_{P}}                                              | {\displaystyle 0}                                                                       |
| {\displaystyle \Delta P} | {\displaystyle {\frac {T^{2}}{C_{V}}}\left({\frac {\partial P}{\partial T}}\right)_{V}} | {\displaystyle -T}                                                  | {\displaystyle 0}                                                  | {\displaystyle -T\left({\frac {\partial P}{\partial V}}\right)_{S}}                     |